# Tuffi ai XVIII Giochi panamericani - Piattaforma 10 metri maschile
Il concorso dei tuffi dalla piattaforma 10 metri maschile dei XVIII Giochi panamericani si è svolto il 5 agosto 2019 presso il Centro aquatico di Lima in Perù.

## Programma
| Data          | Ora   | Evento      |
| ------------- | ----- | ----------- |
| 5 agosto 2019 | 10:00 | Preliminare |
| 5 agosto 2019 | 20:37 | Finale      |

## Risultati
In verde sono contraddistinti i finalisti.
| Class   | Atleta                | Natione         | Preliminare | Preliminare | Finale | Finale |
| Class   | Atleta                | Natione         | Punti       | Class       | Punti  | Class  |
| ------- | --------------------- | --------------- | ----------- | ----------- | ------ | ------ |
| Oro     | Kevin Berlín Reyes    | Messico         | 412.50      | 8           | 500.35 | 1      |
| Argento | Iván García           | Messico         | 453.90      | 2           | 497.55 | 2      |
| Bronzo  | Vincent Riendeau      | Canada          | 424.85      | 4           | 462.70 | 3      |
| 4       | Rafael Quintero       | Porto Rico      | 413.75      | 7           | 449.45 | 4      |
| 5       | Steele Johnson        | Stati Uniti     | 468.50      | 1           | 448.55 | 5      |
| 6       | Nathan Zsombor-Murray | Canada          | 422.35      | 5           | 433.00 | 6      |
| 7       | José Ruvalcaba        | Rep. Dominicana | 375.85      | 10          | 420.00 | 7      |
| 8       | Isaac de Souza Filho  | Brasile         | 415.70      | 6           | 406.45 | 8      |
| 9       | Jeinkler Aguirre      | Cuba            | 387.35      | 9           | 394.15 | 9      |
| 10      | Sebastián Villa       | Colombia        | 437.35      | 3           | 392.40 | 10     |
| 11      | Kawan Figueredo       | Brasile         | 369.00      | 11          | 384.90 | 11     |
| 12      | Víctor Ortega         | Colombia        | 358.35      | 12          | 374.10 | 12     |
| 13      | Benjamin Bramley      | Stati Uniti     | 355.20      | 13          |        |        |
| 14      | Oscar Ariza           | Venezuela       | 332.20      | 14          |        |        |
| 15      | Yusmandy Paz          | Cuba            | 317.90      | 15          |        |        |
| 16      | Jesus Gonzalez Reyes  | Venezuela       | 264.80      | 16          |        |        |